# Schlössle Bernhausen

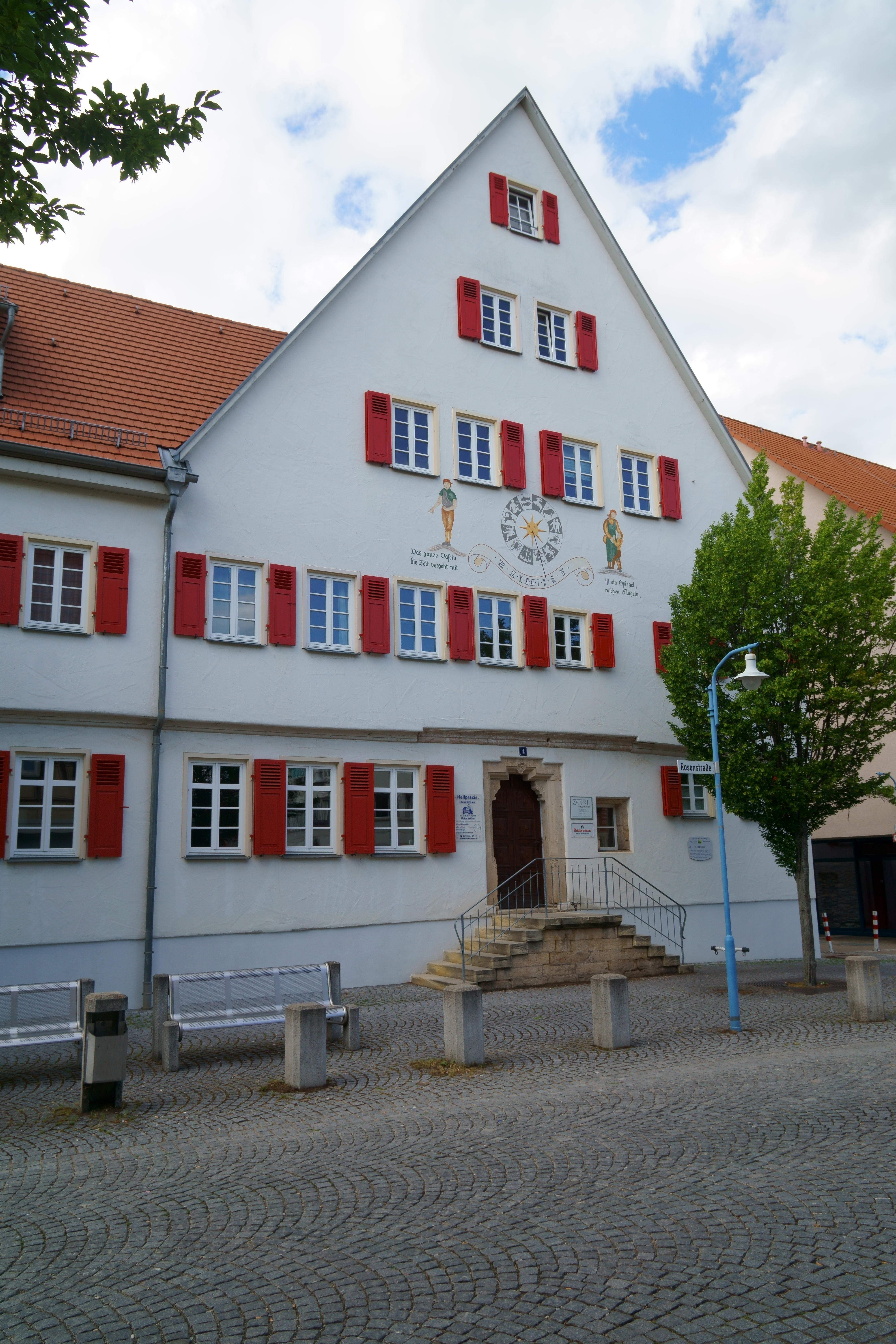
Schlössle Bernhausen

Das sogenannte Schlössle Bernhausen ist ein stattliches Wohnhaus in Bernhausen, einem Stadtteil von Filderstadt im baden-württembergischen Landkreis Esslingen. Über die Geschichte des im 16. Jahrhundert errichteten Gebäudes ist nicht viel bekannt.

## Lage und Geschichte
Das gut erhaltene Gebäude (Rosenstraße 4) befindet sich in der Ortsmitte von Bernhausen, nur etwa 50 Meter östlich des Alten Rathauses.
Erbaut wurde das verputzte, zweigeschossige Fachwerkhaus um das Jahr 1588. Es verfügt über ein auffälliges Renaissance-Portal und eine Sonnenuhr im Stile des Barock. Über den Ursprung des Gebäudes gibt es unterschiedliche Vermutungen. Sicher ist, dass es nicht den Freiherren von Bernhausen gehörte. Nach dem Historiker Wolfgang Willig könnte es sich bei dem Schlössle um ein altes Amtsschlösschen handeln, in dem wenigstens zeitweilig ein württembergischer Amtmann residierte. Für diese Ansicht spricht die zentrale Lage und die Nähe zum Rathaus. Nach einer anderen Ansicht erhielt das Gebäude seinen Namen nur wegen dem Repräsentationsbedürfnis seiner Bewohner.